# 납골당

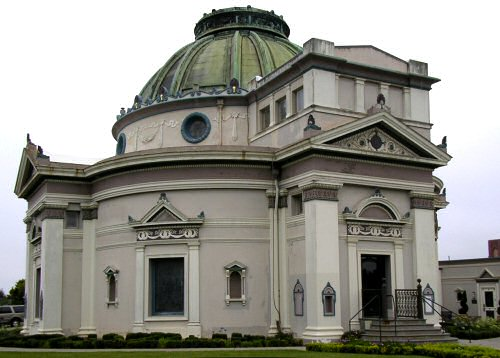
샌프란시스코 납골당

납골당(納骨堂) 또는 봉안당(영어: columbarium 및 영어: charnel house)은 시신을 화장한 후 남은 재를 담아 모셔두는 곳이다. 예전에는 납골당이 정식 명칭이었는데 일본의 문화라는 비판이 있어 2005년 5월 25일 산업자원부 기술표준원에서는 명칭을 '봉안당'으로 바꾸어 이를 KS규격으로 정했다. 벽면에 작은 벽감(壁龕)을 여러 개 설치해서 그곳에 골호(骨壺)나 석관을 넣었다.

## 같이 보기
- 봉안당